# Aure (Norvège)
Pour les articles homonymes, voir Aure.
Aure est une commune norvégienne du comté de Møre og Romsdal. Elle comptait 3 381 habitants en 2023. Depuis le 1er janvier 2006 l'ancienne commune de Tustna fait partie de la commune d'Aure.
La commune d'Aure borde Heim (dans le Trøndelag) à l'est et à traverse le fjord au sud. Au-dessus du fjord se trouvent Kristiansund à l'ouest et Tingvoll au sud, tandis que les îles (et commune) Smøla et Hitra (dans le Trøndelag) se trouvent au nord de le fjord Edøyfjorden.

## Géographie
La géographie d'Aure est entrecoupée de plusieurs fjords très profonds et compte de nombreuses îles habitées.

### Îles et îlots
- Berrøya
- Bjørnholmen
- Bjørnskotøya
- Ertvågsøya
- Fevelsholmen
- Aure
- Gautøya
- Golma
- Grisvågøya
- Gunhildøya
- Hallarøya
- Herringsøya
- Hestøyin
- Indre Kråkøya
- Jørnøya
- Jøssøya
- Kalvøya
- Kalvøya (Tustna)
- Kunna
- Langholmen
- Langøya
- Leirramsøya
- Lesundøya (rattachée à Skardsøya à l'est par Drageidet)
- Marøya
- Molta
- Møyslåtten
- Ramsøya
- Ringholmen
- Rottøya
- Ruøya
- Skardsøya (rattachée à Lesundøya à l'ouest par Drageidet)
- Solskjel
- Stabblandet
- Storramsøya
- Storøya
- Styrsøya
- Tjørnøya
- Tustna (l'île)
- Veddøya
- Ytre Kråkøya